# Daniël Vanpoucke
Daniël Vanpoucke (Roeselare, 27 december 1948) is een Belgisch oud-politicus voor de CD&V. Van 1985-2012 was hij burgemeester van Meulebeke.

## Biografie
Daniël Vanpoucke werd psycholoog in een PMS-centrum.
In 1985 werd hij voor de toenmalige CVP burgemeester van Meulebeke, waar hij eerder van 1983 tot 1985 schepen was. Hij was 37 en op dat moment de jongste burgemeester van West-Vlaanderen. In 2012 besliste hij om zich bij de verkiezingen van dat jaar niet meer kandidaat te stellen voor het burgemeesterschap. Hij werd na de verkiezingen als burgemeester van Meulebeke opgevolgd door partijgenoot Dirk Verwilst. Zijn zoon Tom werd in 2011 gemeentesecretaris.
Hij was ook buiten zijn gemeente politiek actief. Van 1988 tot 1991 was hij provincieraadslid van West-Vlaanderen. Van 1994 tot 2003 was hij lid van de Kamer van volksvertegenwoordigers in opvolging van Erik Vankeirsbilck. In de periode juni 1994-mei 1995 had hij als gevolg van het toen bestaande dubbelmandaat korte tijd ook zitting in de Vlaamse Raad. De Vlaamse Raad was vanaf 21 oktober 1980 de opvolger van de Cultuurraad voor de Nederlandse Cultuurgemeenschap, die op 7 december 1971 werd geïnstalleerd, en was de voorloper van het huidige Vlaams Parlement. In 2003 besliste hij om geen kandidaat meer te zijn bij de parlementsverkiezingen. In 2005 werd hij provinciaal voorzitter van zijn partij CD&V.
Vanpoucke werd ook actief in het verenigingsleven. Hij werd onder meer secretaris van voetbalclub KFC Meulebeke.